# Epizeuxis cobeta
Epizeuxis cobeta là một loài bướm đêm trong họ Noctuidae.